# ويليام موريس (لاعب كريكت)
ويليام موريس (23 نوفمبر 1873 بلندن في الإمبراطورية الرومانية - 6 مايو 1945 بوستمنستر في المملكة المتحدة) (بالإنجليزية: William Morris)‏ هو لاعب كريكت بريطاني وبريطاني (وحمل سابقاً جنسية المملكة المتحدة لبريطانيا العظمى وأيرلندا). لعب مع Kent County Cricket Club ‏.

## وصلات خارجية
- ويليام موريس على موقع إي آس بي آن كريك إنفو (الإنجليزية)